# آلپ‌ارسلان، دینار
الپارسلان، دینار (به لاتین: Alparslan, Dinar) یک منطقهٔ مسکونی در ترکیه است که در استان افیون قره‌حصار واقع شده‌است.